# Christopher Black
Pour les articles homonymes, voir Black.
Christopher Black (né 16 janvier 1950) est un avocat pénaliste canadien, qui défend actuellement Augustin Ndindiliyimana, ancien chef de la gendarmerie du Rwanda, au Tribunal pénal international pour le Rwanda (TPIR). Black a travaillé pendant vingt ans à Toronto dans le droit pénal, défendant en particulier les personnes défavorisées.

## Carrière
Inscrit au Barreau du Haut-Canada, Black fait ses études à l'Université McMaster, puis à la Osgoode Hall Law School de Toronto. Il participe en 1996 à la mise en place, à Toronto, du Conseil des travailleurs au chômage. Il écrit plusieurs articles critiquant le droit international public, qu'il considère comme émanation de l'impérialisme des États-Unis. Membre du Parti communiste du Canada, il commence à s'intéresser au droit international lors de l'intervention de l'OTAN en ex-Yougoslavie . Avec d'autres collègues, il tente, sans succès, de porter plainte contre l'OTAN en 1999 pour crimes de guerre.
Ses articles critiques le conduisent à être repéré sur la scène internationale. Après son arrestation, en Belgique en 2000, Augustin Ndindiliyimana, haut officier de la gendarmerie lors du génocide du Rwanda, lui demande d'assurer sa défense. Il refuse une première fois avant d'accepter , puis, à la demande de son client, choisit de le défendre en attaquant la légitimité du TPIR, qu'il accuse d'être au service du Front patriotique rwandais (FPR - actuellement au pouvoir) et des États-Unis .
Christopher Black a par ailleurs participé au Comité international de défense de Slobodan Milošević, jugé au Tribunal pénal international pour l'ex-Yougoslavie (TPIY) à La Haye, aux côtés de l'avocat Jacques Vergès,.